# Bombus wurflenii
Bourdon hirsute
Espèce
Bombus wurflenii, le Bourdon hirsute, est une espèce de bourdons du genre Bombus et du sous-genre Alpigenobombus.
Il peut être trouvé dans des pays européens comme l'Autriche, la Belgique (rarissime), la République tchèque, la Finlande, la France, l'Allemagne, la Hongrie, l'Italie, la Norvège, la Pologne, la Roumanie, la Slovaquie, la Slovénie, l'Espagne, la Suisse et la partie méridionale de la Russie.